# Nicola Gigli
Pour les articles homonymes, voir Gigli.
 (novembre 2015).
Nicola Gigli est un mathématicien italien né le 6 septembre 1979, qui s'intéresse à l'analyse.

## Carrière
Nicola Gigli obtient en 2001 son Diplôme de Mathématiques à l'Université de Pise et son doctorat en 2008 à l'École normale supérieure de Pise sous la direction de Luigi Ambrosio avec une thèse intitulée On the geometry of the space of probability measures endowed with the quadratic optimal transport distance.
Il travaille comme chercheur postdoctoral à l'Université de Bordeaux et à l'Institut des Mathématiques Appliquées de l'Université rhénane Frédéric-Guillaume de Bonn auprès de Felix Otto. De 2005 à 2008 il est chez McKinsey & Company.
Depuis 2010 il travaille à l'Université Nice Sophia Antipolis avec une bourse d’études française Chaire d'Excellence.

## Prix et distinctions
En 2010, il reçoit avec László Székelyhidi le Prix Oberwolfach décerné par l'Institut de recherches mathématiques d'Oberwolfach.
En 2019, il reçoit le prix Ennio De Giorgi décerné par l'Union mathématique italienne à un chercheur en analyse ou en logique mathématique.

## Publications
- avec Luigi Ambrosio, Giuseppe Savaré: Gradient flows in metric spaces and in spaces of probability measures, Birkhäuser 2005, 2. Auflage 2008